# Harira
L'harira (in arabo حريرة‎?) è una zuppa della tradizione culinaria maghrebina, tipica del Marocco e dell'Algeria occidentale.

## Preparazione
Originaria di al-Andalus, viene generalmente preparata durante il periodo del Ramadan e in occasione di particolari celebrazioni,come, ad esempio, i matrimoni,e molto spesso durante l'inverno. Si tratta di un piatto a base di carne, pomodori e verdure.
La versione marocchina differisce da quella algerina per la presenza di legumi.